# Gerardo Rocconi
Gerardo Rocconi (ur. 14 listopada 1949 w Corinaldo) – włoski duchowny katolicki, biskup Jesi w latach 2006-2025.

## Życiorys

### Prezbiterat
Święcenia kapłańskie otrzymał 15 września 1973 i został inkardynowany do diecezji Senigallia. Po święceniach został wicerektorem, a następnie rektorem diecezjalnego seminarium. W 1985 objął urząd proboszcza w Chiaravalle, zaś w 1992 otrzymał ponadto nominację na wikariusza generalnego diecezji (tę funkcję pełnił do nominacji biskupiej). W latach 1998–2006 pracował jako proboszcz w dwóch parafiach stolicy diecezji.

### Episkopat
20 marca 2006 papież Benedykt XVI mianował go biskupem ordynariuszem diecezji Jesi. Sakry biskupiej 29 kwietnia 2006 udzielił mu biskup Giuseppe Orlandoni. 28 stycznia 2025 papież Franciszek przyjął jego rezygnację z funkcji biskupa Jesi.
28 stycznia 2025 papież Franciszek przyjął jego rezygnację z pełnionego urzędu złożoną ze względu na wiek. 